# Сарбиці-Другі
Сарбиці-Другі (пол. Sarbice Drugie) — село в Польщі, у гміні Лопушно Келецького повіту Свентокшиського воєводства.
Населення — 247 осіб (2011).
У 1975-1998 роках село належало до Келецького воєводства.

## Демографія
Демографічна структура на день 31 березня 2011 року:
|          | Загалом | Допрацездатний вік | Працездатний вік | Постпрацездатний вік |
| -------- | ------- | ------------------ | ---------------- | -------------------- |
| Чоловіки | 133     | 18                 | 100              | 15                   |
| Жінки    | 114     | 22                 | 56               | 36                   |
| Разом    | 247     | 40                 | 156              | 51                   |